# Minstrel show

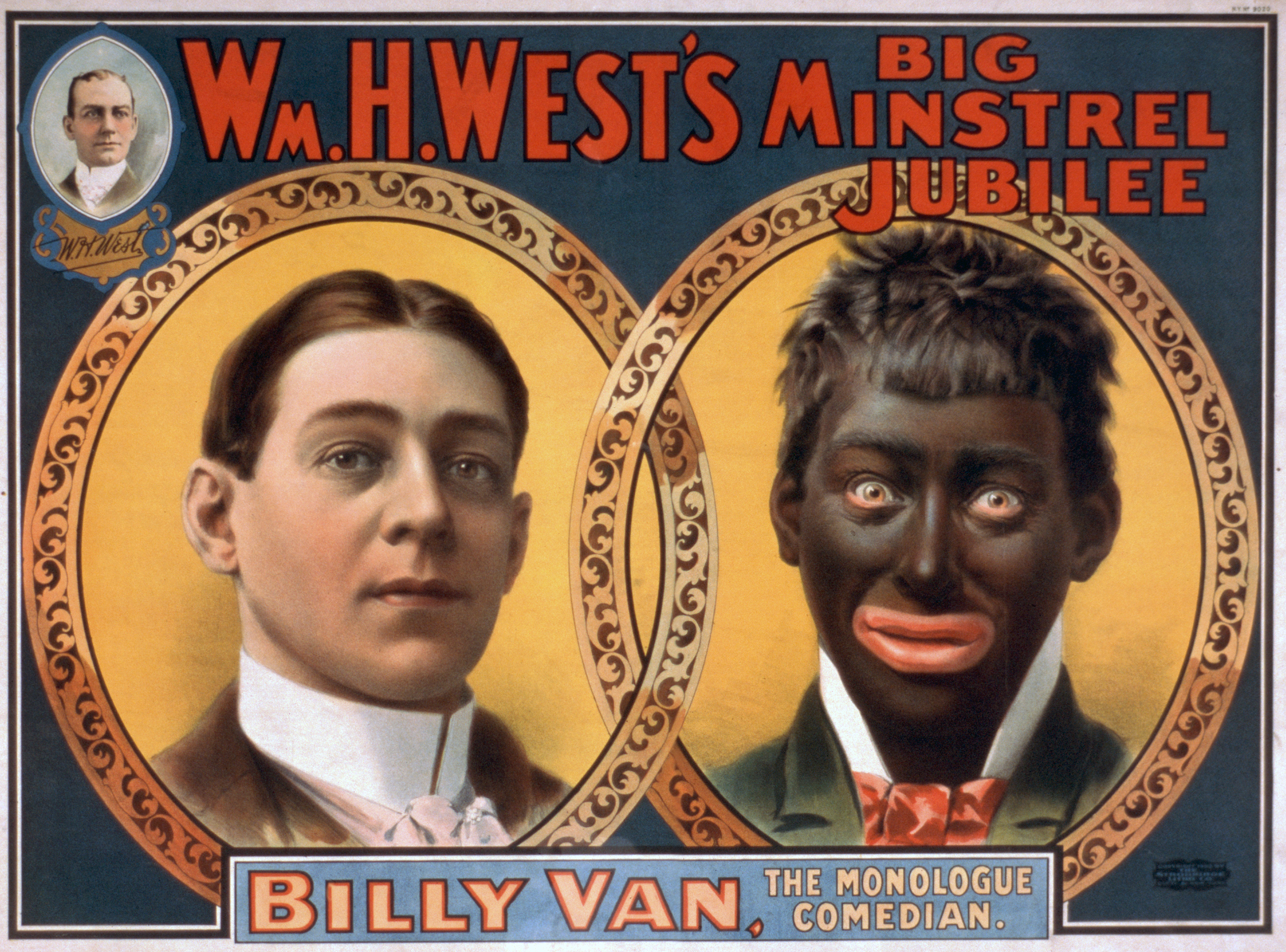
Poster van een minstrel-optreden door de komiek Billy Van uit 1900

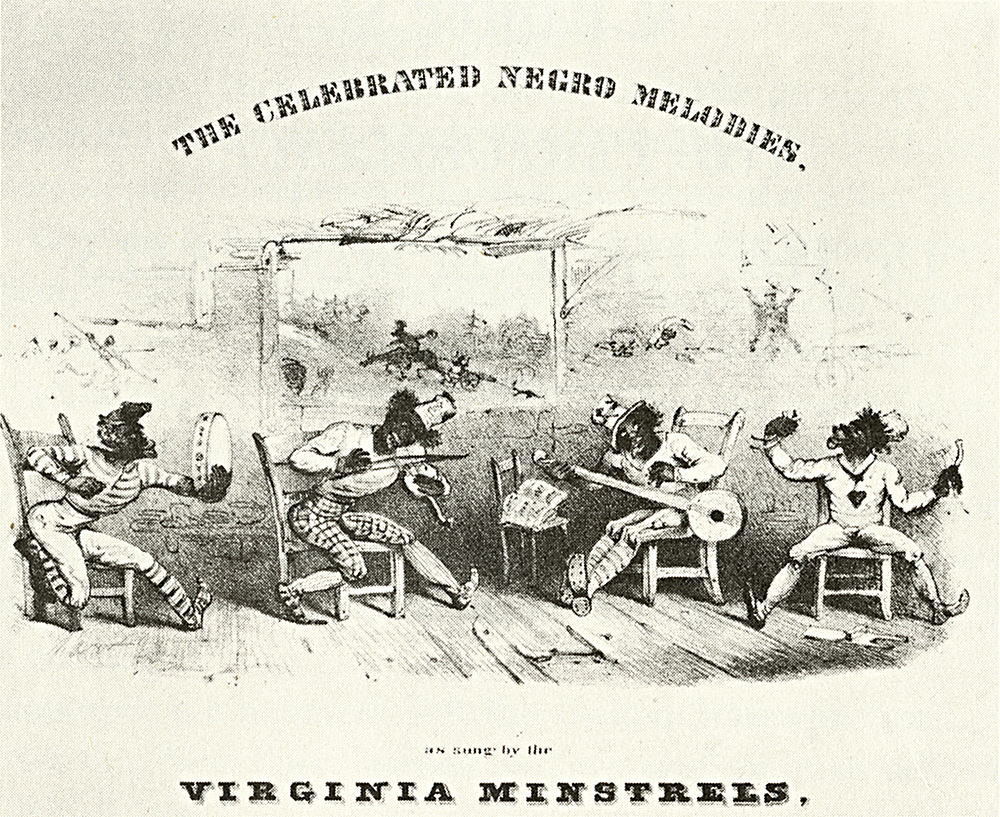
Detail van de voorpagina van de bladmuziek The Celebrated Negro Melodies, as Sung by the Virginia Minstrels, 1843

De minstrel show of blackface minstrelsy was een populair type muzikaal vermaak in de Verenigde Staten in de 19e eeuw. Blanken en (vooral na de Amerikaanse Burgeroorlog) Afro-Amerikaanse mensen traden tijdens deze minstrel shows op met zwarte gezichtsschmink (blackface) om de spot te drijven met Afro-Amerikanen.
In deze shows voerden blanke mannen, met hun gezichten zwart gemaakt met gebrande kurk, hun liedjes uit met sketches die het slavenbestaan op de zuidelijke plantages van de Verenigde Staten uitbeeldden. Bij het geluid van de banjo en het gekletter van beenderen, tamboerijn en been-castagnetten dansten deze mannen in navolging van de zwarte mensen en vertelden grappen in "neger"-dialect. Zwarten werden getoond als naïeve hansworsten die de hele dag zongen en dansten, watermeloenen stalen en uiting gaven aan hun onverklaarbare liefde voor hun blanke meester.
In de periode waarin de shows werden opgevoerd, maakten bladmuziek-uitgevers honderden uitgaven van teksten met getekende omslagen die de Afro-Amerikaanse bevolking op een karikaturale manier vertoonden.
De stereotypen die uitgebeeld werden in minstrels speelden niet alleen een belangrijke rol in het vastleggen en uitbreiden van racistische beelden, houdingen en waarnemingen, maar maakten ook de zwarte cultuur populair. In sommige gebieden bestaan de karikaturen nog steeds en zijn onderwerp van doorgaande controversies.

## Geschiedenis
Minstrel shows ontwikkelden zich rond 1840 en bereikten een hoogtepunt na de Amerikaanse Burgeroorlog. Ze bleven populair tot begin 20e eeuw. Tussen 1750 en 1843 werden meer dan 5.000 optredens op deze manier uitgevoerd door circussen en reizende shows.
In de jaren twintig van de 19e eeuw zorgde een blanke entertainer, Thomas Daddy Rice, voor een sensatie door met het gebruik van verbrande kurk zijn gezicht zwart te maken en het lied Jump Jim Crow ten gehore te brengen. Hij hoorde dit lied voor het eerst van een oude zwarte straatzanger die voordroeg over zijn eigen miserabele leven. Jump Jim Crow bleek een populair nummer en de term Jim Crow werd al snel synoniem met Afro-Amerikaans. De zogenaamde Jim Crow-wetten, afgeleid van deze term, waren een complex systeem van rassenwetten en -gebruiken van 1876 tot 1965 die de rassensegregatie in het zuiden van de VS in stand hield.
Rond 1840 besloten vier werkloze blanke acteurs in een Afro-Amerikaanse stijl concerten te geven. Ze noemden zichzelf Dan Emmett's Virginia Minstrels. Hun blackface-revue beleefde haar première in New York Bowery Amfitheater in februari 1843. Met hun stoelen in een halve cirkel geplaatst, bood het kwartet een combinatie van liedjes, dansjes, komische schetsen en bespottelijke karikaturen van zwarten met dikke lippen en onbeholpen bewegingen.
Minstrel shows werden de populairste vorm van vermaak in de VS. In 1856 had New York reeds tien gezelschappen die deze shows uitvoerden.
Rond 1848 waren in de VS minstrel shows waarin artiesten aantraden met blackface een nationale kunstvorm waarin hogere kunstvormen zoals opera gepopulariseerd werden voor een algemeen publiek. Aan het begin van de 20e eeuw werd blackface een eigen vorm, los van de minstrel show, totdat het in de jaren 60 ophield met de opkomst van burgerrechten in de VS. Het droeg bij aan de verspreiding van stereotypen in de VS zoals het zorgeloze zwartje op de plantage of de donkere dandy.
Blackface was ongeveer 100 jaar lang een belangrijke toneelvorm in het theater in de VS, beginnend rond 1830. Het werd ook in Groot-Brittannië populair, waar deze traditie langer bleef bestaan dan in de VS, met tv-uitzendingen tot 1978 (The Black and White Minstrel Show) en 1981.
Eind 19e eeuw begon de populariteit van minstrel shows af te nemen. Na 1920 was deze vorm van vermaak niet meer commercieel levensvatbaar. Vaudeville nam over als populair amusement.